# Маннергейм, Анастасия Николаевна
Баронесса Анастасия Николаевна Маннергейм (в девичестве Ара́пова; 28 декабря 1871 [9 января 1872], Москва — 31 декабря 1936, Париж) — единственная жена финского военного и государственного деятеля Карла Маннергейма (1867—1951).

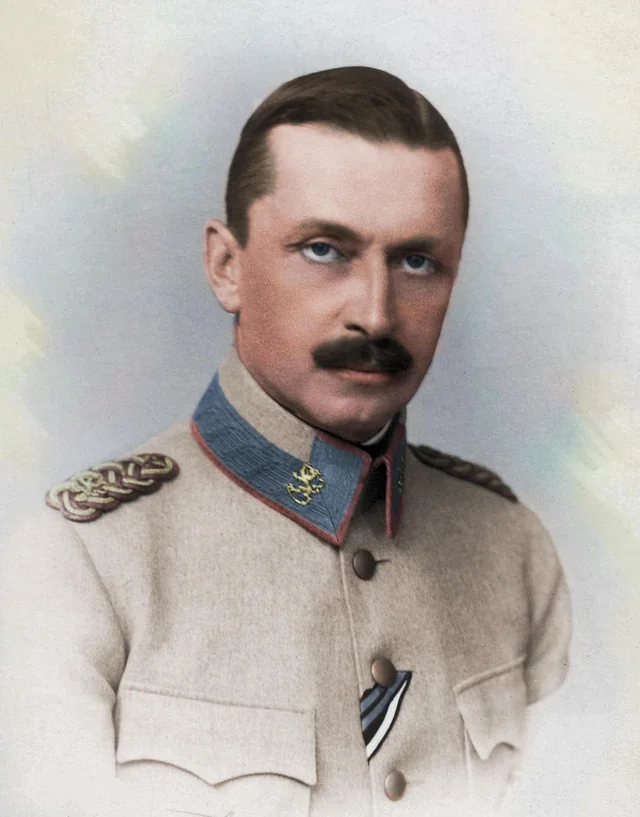
Маннергейм, каким он был на момент развода.

Дочь русского генерал-майора Николая Устиновича Арапова (1825—1884) и его жены Веры Александровны Казаковой (1848—1890). После смерти родителей вместе с младшей сестрой Софьей стала обладательницей внушительного состояния. До замужества жила в доме своей тетки — Марии Александровны Звегинцовой. Двоюродный брат сестёр Араповых, Александр Звегинцов, служил в одном полку с Маннергеймом и был его другом. Предложение о вступлении в брак Анастасия Николаевна получила, когда Маннергейм по приглашению друга жил в доме Звягинцовых.
2 (14) мая 1892 года Анастасия Арапова вышла замуж за финляндского барона, офицера русской армии Карла Густава Эмиля Маннергейма. Венчание было по православному и лютеранскому обычаям. В обществе ходили слухи, что со стороны жениха брак был заключён по расчёту, что ему больше нравилась младшая сестра Софья, но, чтобы не потерять значительное приданое, он женился на старшей. Через год у супругов родилась дочь Анастасия (1893—1978), в 1894 году — сын Владимир, вскоре умерший (похоронен на Смоленском кладбище Санкт-Петербурга). В следующем году Анастасия Николаевна родила вторую дочь, Софью (1895—1963), но к тому времени отношения супругов испортились. Каждый из них жил своей жизнью.
Маннергейм не скрывал своих любовных похождений, а жена его втайне от мужа в 1901 году уехала с любовником в район боевых действий в Китае. В 1902 году оскорбленная откровенной связью мужа с графиней Е. В. Шуваловой Анастасия Николаевна уехала с дочерьми во Францию. Перед отъездом она привела в порядок свои финансовые и имущественные дела, лишив тем самым Маннергейма материального благополучия, которое он приобрёл поcле женитьбы. 
Весной 1919 года Маннергейм (в тот момент — временный правитель Финляндии) подал на развод. 
Анастасия Николаевна умерла в конце 1936 года в Париже, её дочери большую часть жизни провели во Франции и Великобритании, так и не выйдя замуж.